# Journée de la langue française aux Nations unies
Le 20 mars de chaque année depuis 2010, l’ONU célèbre la  Journée de la langue française aux Nations unies.

## Description
Le 19 février 2010, le Département de l'information des Nations unies lança les journées des langues à l'ONU dans son communiqué de presse, fixant au 20 mars la Journée de la langue française aux Nations unies. Le français est l’une des langues les plus parlées au monde, et langue officielle à l’ONU depuis l’origine de l’Organisation. L'ONU compte aujourd’hui six langues officielles, respectivement célébrées chaque année depuis 2010 : le français le 20 mars, le chinois le 20 avril, l'anglais le 23 avril, le russe le 6 juin, l’espagnol le 12 octobre et l'arabe le 8 décembre. 
Le but est d’améliorer la prise de conscience et le respect pour l'histoire et la culture de chacune des six langues officielles au sein de la communauté onusienne. Ces Journées des langues aux Nations unies sont destinées à promouvoir et à fêter le multilinguisme et la diversité culturelle, ainsi que l'égalité de toutes les langues officielles en usage au sein de l'Organisation. 
Les dates de ces Journées des langues ont été choisies par le Département de l'information de l’ONU en fonction de leur signification symbolique ou historique : la date pour la journée de la langue française, le 20 mars, est celle de la journée internationale de la francophonie.